# PKP ET21 sorozat
A PKP ET21 sorozat egy lengyel Co'Co' tengelyelrendezésű, 3000 V DC áramrendszerű villamosmozdony-sorozat. A Pafawag gyártotta 1957 és 1971 között. Összesen 726 db készült belőle. Becenevei: Telewizor (televízió) – az alakja után, vagy Sputnik.

## Története
A mozdony mechanikai részét a poznańi Gördülőipari Központi Konstrukciós Irodában (lengyelül: Centralne Biuro Konstrukcyjne Przemysłu Taboru Kolejowego) tervezték, a Vasúti Villamosítási Hivatal (lengyelül:Biuro Elektryfikacji Kolei) utasításai alapján. Az ET21 mozdony villamos része némileg a szovjet VL22M mozdonyon alapult. A gyártás 1957-ben kezdődött a wrocławi Pafawagnál a Dolmel (Wrocław), Elta (Łódź), Elester (Łódź) és Apena (Bielsko-Biała) vállalatokkal együttműködve. Miután az első két egység (prototípus) elkészült, megkezdődött a sorozatgyártás. Kezdetben ezek a mozdonyok E600-as jelölést viseltek, amelyet E06-ra változtattak, majd az RN-58/MK0001 norma bevezetése után a jelenlegi ET21-esre változott. 1958 végére 18 új gép készült el.
Az első 70 darab legyártása és a jelentős tapasztalatok megszerzése után a Pafawag úgy döntött, hogy számos műszaki változtatást vezet be a mozdonyokon. Ezek közé tartozott a tömeg kb. 8 tonnával való csökkentése, a súly kiegyenlítése minden tengelyen, a légbeszívó rendszer és a személyzeti fülke megváltoztatása, valamint az villamos kocsifűtés felszerelése. Az első mozdonyokat a Varsó-Katowice-Gliwice vonalon állították forgalomba. A mozdonyok számának növekedésével Lengyelország valamennyi villamosított vonalán szolgálatba álltak. Az EU06-os és EU07-es mozdonyok bevezetése után az ET21-es mozdonyokat szisztematikusan átállították a kizárólag teherszállításra. A sorozat szisztematikus kivonása az 1980-as és 1990-es évek küszöbén kezdődött és a mai napig tart. Néhány egységet még mindig használnak a hegyvidéki területeken, különösen a Tarnów-Krynica-Zdrój, Krakkó-Zakopane és Wrocław-Wałbrzych vonalakon. Az egyetlen működő első sorozatú ET21-es mozdony az ET21-57-es gép, amely a Chabówka vasúti múzeumban található.

## Gyártása
| Mozdonyszám | Gyártó  | Gyártási év | Darabszám |
| ----------- | ------- | ----------- | --------- |
| 01-69       | Pafawag | 1957 – 1960 | 69        |
| 70-658      | Pafawag | 1960 – 1971 | 589       |

## Mozdonyok felosztása
A mozdonyok 2007-ben az alábbi vontatási telepek között voltak szétosztva:
| Mozdonyszám                                                                                        | Üzemeltető                             | Megjegyzések                                      |
| -------------------------------------------------------------------------------------------------- | -------------------------------------- | ------------------------------------------------- |
| 57, 98, 261, 351, 357, 469, 618                                                                    | Krakkó                                 |                                                   |
| 309, 541                                                                                           | Łazy                                   |                                                   |
| 324,436                                                                                            | Legnica                                | roncs                                             |
| 228, 239, 244, 267, 270, 272, 337, 345, 375, 427, 430, 456, 539, 548, 622, 630, 631, 653, 655, 658 | Nowy Sącz                              |                                                   |
| 331, 350, 366, 386, 418, 422, 444, 458, 463, 495, 544, 604, 636, 644, 651                          | Wrocław                                |                                                   |
| 09                                                                                                 | Wrocław                                | kiállítva a Bombardier Transportation gyára előtt |
| 57                                                                                                 | Chabówka – örökségvédelmi park         | üzemképes, Krakkóban használják                   |
| 364                                                                                                | Kościerzyna – örökségvédelmi park      | szobormozdony                                     |
| 100                                                                                                | Jaworzyna Śląska – örökségvédelmi park | szobormozdony                                     |
| 66                                                                                                 | Varsó – vasúti múzeum                  | szobormozdony                                     |
| 12                                                                                                 | Zduńska Wola – örökségvédelmi park     | ET21-1 számon                                     |